# الموجد (وشحة)

تعديل مصدري - تعديل

الموجد هي إحدى قرى عزلة بنى سعد بمديرية وشحة التابعة لمحافظة حجة، بلغ تعداد سكانها 79 نسمة حسب تعداد اليمن لعام 2004.